# Pierre Olaf
Pour les articles homonymes, voir Olaf et Trivier.
Pierre Trivier, dit Pierre Olaf, est un comédien français, né le 14 juillet 1928 à Caudéran (Gironde) et mort le 14 septembre 1995 à Paris.
Il a fait partie de la troupe des Branquignols de Robert Dhéry. Il a interprété de nombreux seconds rôles comiques au théâtre, au cinéma et à la télévision entre 1949 et 1989.

## Filmographie

### Cinéma
- 1949 : Histoires extraordinaires de Jean Faurez
- 1949 : Miquette et sa mère d'Henri-Georges Clouzot : le jeune premier
- 1950 : Le Trésor des Pieds-Nickelés de Marcel Aboulker : Sanchez
- 1951 : Trois femmes, sketch Mouche  d'André Michel : P'tit Louis
- 1952 : Les Dents longues de Daniel Gélin : un photographe du journal
- 1952 : Soyez les bienvenus de Pierre-Louis
- 1953 : Virgile de Carlo Rim : Mimi la Rouquine
- 1953 : Mam'zelle Nitouche d'Yves Allégret : le deuxième réserviste
- 1954 : Monsieur Robida, prophète et explorateur du temps de Pierre Kast (court-métrage)
- 1954 : Ah ! les belles bacchantes de Jean Loubignac : l'annonceur de « Rêverie militaire »
- 1955 : French Cancan de Jean Renoir : Roberto, pierrot siffleur
- 1964 : La mariée a du chien (Wild and wonderful) de Michael Anderson : Jacquot
- 1964 : Allez France ! de Robert Dhéry : le standardiste
- 1965 : Gare à la peinture (The Art of Love) de Norman Jewison : Carnot
- 1966 : Too Many Thieves d'Abner Biberman : Petros
- 1967 : Camelot ou le chevalier de la reine (Camelot) de Joshua Logan : Dap
- 1969 : Don't Drink the Water de Howard Morris : Chef
- 1969 : The Gamblers de Ron Winston : Cozzier
- 1969 : Le Petit Théâtre de Jean Renoir de Jean Renoir, sketch La Cireuse électrique : Gustave, le mari
- 1973 : Un nuage entre les dents de Marco Pico : Pernet
- 1974 : Vos gueules, les mouettes ! de Robert Dhéry : Pierrot
- 1976 : Drôles de zèbres de Guy Lux : l'émir du Chokoweit
- 1976 : Dis bonjour à la dame de Michel Gérard
- 1979 : Alors, heureux ? de Claude Barrois
- 1983 : Retenez-moi... ou je fais un malheur ! de Michel Gérard : le metteur en scène
- 1983 : Une Américaine à Paris : le prêtre
- 1984 : Cheech & Chong's The Corsican Brothers de Tommy Chong : le courtier #2
- 1989 : The Free Frenchman de Jim Goddard : Georges Auget
- 1989 : Pentimento de Tonie Marshall : l'insomniaque

### Télévision
- 1977 : Les Confessions d'un enfant de chœur de Jean L'Hôte : le curé
- 1977 : Cinq à sec de Michel Fermaud
- 1981 : Le Petit Théâtre d'Antenne 2 : Un dirigeable ensorcelé d'André Halimi, réalisation Georges Vitaly

## Théâtre
- 1948 : Maître après Dieu de Jan de Hartog, mise en scène Jean Mercure, Théâtre Verlaine
- 1949 : La Tour Eiffel qui tue de Guillaume Hanoteau, mise en scène Michel de Ré, Théâtre du Vieux-Colombier
- 1951 : La Reine Mère ou Les Valois terribles Opéra-bouffe de Pierre Devaux, musique Georges Van Parys, mise en scène Michel de Ré, Théâtre du Quartier Latin
- 1953 : La Reine Mère/Pas un mot à la Reine Mère Opéra-bouffe de Pierre Devaux, musique Georges Van Parys, Théâtre du Quartier Latin
- 1954 : La Tour Eiffel qui tue de Guillaume Hanoteau, mise en scène Michel de Ré, Théâtre du Quartier Latin
- 1955 : Orvet de et mise en scène Jean Renoir, Théâtre de la Renaissance
- 1957 : Pommes à l'anglaise de Robert Dhéry, Colette Brosset, musique Gérard Calvi, Théâtre de Paris
- 1961 : Carnival! un musical de Gower Champion, Broadway, New York Imperial Théâtre
- 1973 : Les Branquignols de et mise en scène Robert Dhéry, Théâtre La Bruyère
- 1977 : Le Petit-fils du Cheik de Robert Dhéry et Colette Brosset, mise en scène des auteurs, Théâtre des Bouffes Parisiens
- 1985 : Comme de mal entendu de Peter Ustinov, mise en scène Michel Bertay, Théâtre de la Madeleine
- 1985 : La Milliardaire  de Bernard Shaw mise en scène de Jean Rougerie, au Carré Silvia Monfort Vaugirard